# Miazzina
Miazzina – miejscowość i gmina we Włoszech, w regionie Piemont, w prowincji Cusio Ossola. Położona około 130 kilometrów na północny wschód od Turynu i około 15 kilometrów na północny wschód od Verbanii.
Według danych na rok 2004 gminę zamieszkiwało 390 osób, 18,6 os./km².